# Генри, Уильям Александр
Уильям Александр Генри (англ. William Alexander Henry, 30 декабря 1816 года,
Галифакс, Новая Шотландия — 3 мая 1888 года, Оттава, Онтарио, Канада) — канадский политический деятель, юрист, судья. Генеральный прокурор Новой Шотландии, один из первых судей Верховного суда Канады. Является одним из отцов канадской конфедерации — принимал участие во всех трёх конференциях.

## Биография
Уильям Александр Генри был сыном Роберта Несбита Генри и Маргарет Хендрикен. Вскоре после рождения семья переехала в Антигониш, где Генри получил образование и учился на юриста.
Политическая карьера продолжалась с 1840 по 1867 годы. После того как Генри проиграл выборы в 1867 году, он вернулся к частной практике. В 1870 году Уильям Александр Генри стал мэром Галифакса. 30 сентября 1875 года Генри был назначен членом первого Верховного суда Канады и занимал свой пост 12 лет.
Генри был дважды женат. Первая жена, София Макдональд, с которой он состоял в браке с 1841 года, умерла в 1845 году, оставив ему маленького сына. Вторая жена — Кристиана Максдональд (в браке с 1850 года). У Уильяма Александра Генри семеро детей от второго брака.

## Политическая карьера
В 1840 году Генри был избран членом законодательного собрания Новой Шотландии от Антигониша, после чего несколько раз участвовал в выборах, не всегда успешно. В целом, с небольшими перерывами, он представлял свой регион до 1867 года, выступая при этом за разные политические партии. В 1854 году, а затем ещё раз в 1859 году, он был назначен генеральным защитником, а в 1864 году получил пост генерального прокурора провинции.
Получив пост он получил приглашение представлять Новую Шотландию на конференциях по образованию канадской конфедерации. Не испытывая поначалу симпатии к объединению, он поменял свою точку зрения после конференции в Шарлоттауне. Впоследствии он защищал квебекские резолюции (выработанные после конференции в Квебеке) перед противниками конфедерации. Так как в Антигонише, который представлял Генри проживали в основном противники конфедерации, следующие после объединения выборы он проиграл.